# Johann Christian Hüttner
Johann Christian Hüttner (Guben, 1766. május 25. – London vagy City of Westminster, 1847. május 24.) német sinológus, fordító.

## Élete és munkássága

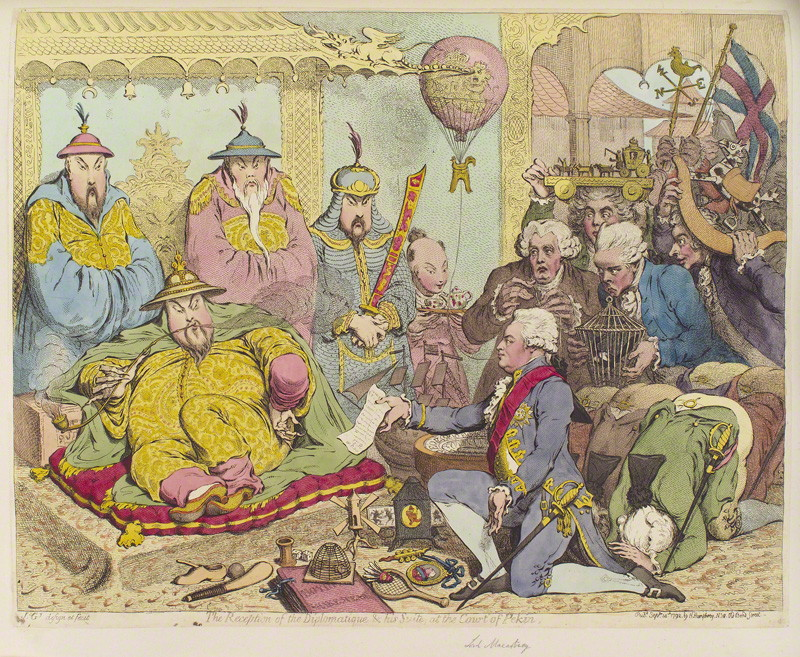
Korabeli karikatúra, amely a Macartney-féle brit követséget ábrázolja a kínai császár udvarában

Hüttner klasszika filológiát tanult a Lipcsei Egyetemen, ahol 1788-ban doktori fokozatot is szerzett. 1791-ben Angliába utazott, hogy tudós és diplomata Sir George Leonard Staunton fiának, George Thomas Stauntonnak a magántanáraként dolgozzon. Apával és a fiával maradt akkor is, amikor ők 1793-ban Lord Macartney-val diplomáciai küldöttségbe indultak Kínába. Ottani tapasztalatairól és élményeiről alkalmanként feljegyzéseket készített, amelyeket azután egy barátjának küldött el Németországba, azzal a megkötéssel, hogy nem hozza azokat nyilvánosságra. A feljegyzéseikről készült másolatok azonban egy lipcsei könyvkereskedőhöz kerültek, majd 1797-ben, Nachricht von der britischen Gesandtschaft Reise durch einen China und Theil der Tartarei nyomtatásban is megjelentek Berlinben. A mű, amely az első hiteles beszámolója volt a Macartney-féle követségnek, hatalmas feltűnést keltett, 1799-ben és 1804-ben két francia fordítása is megjelent.
1807-ben Hüttnert kinevezték a British Foreign Office hivatalos fordítójának, amely pozíciót negyven éven át, egészen a haláláig betöltötte. 1808-ban ő fordította spanyolról németre Don Pedro Cevallos levelét az európai nemzetekhez, amelyben Napóleon spanyolországi inváziója ellen tiltakozott.
Az Angliában élő Hüttner azonban nem szakadt el Németországtól, a német nyelvű lapokban rendszeresen jelentek meg írásai, amelyeket hazaküldött. Személyesen ismerte és barátság fűzte Goethehez is, akivel 1817-től 1822-ig levezésben is állt. Goethe először az 1797. március 9-i naplóbejegyzésében említi meg név szerint Hüttnert. Hüttner rendszeresen küldött barátjának Angliából tudományos és művészeti cikkeket, termékeket, és sokat tett Goethe angliai ismertségéért és elismertségéért is.
Kétszer is megházasodott, de gyermeke nem született. 1847. május 24-én, egy nappal a 81. születésnapja előtt hunyt el. A londoni Kensal Green temetőben helyezték végső nyugalomba, második felesége mellé.

## Főbb művei
- Reise der englischen Gesandtschaft an den Kaiser von China, in den Jahren 1792 und 1793,  1798–1799
- Voyage en Chine et en Tartarie. George Macartney et Johann Christian Hüttner, Traduit de l'anglais par Jean Henri Castéra, 1804